# Nurefsun Kadın
Safinaz Nurefsun Kadın (turco ottomano: نورافسون قادین, lett. "piena di purezza" e "fascino luminoso"; nata Ayşe Şermet; Caucaso, 1850 – Istanbul, 1915), anche nota come Nurefzun Kadın, è stata una consorte del sultano ottomano Abdülhamid II.

## Origini
Safinaz Nurefsun Kadın nacque come Ayşe Hanım Şermet nel 1850, nel Caucaso. Era figlia di Şermet Selim Bey, un soldato circasso morto quando la Russia invase la regione. Aveva una sorella maggiore, Yıldız Hanim, che divenne l'ultima consorte del sultano ottomano Abdülmecid I.
Prima di entrare alla corte ottomana di Istanbul, era a servizio di Isma'il Pasha, chedivè d'Egitto.
Venne descritta come una donna di notevole bellezza, con la carnagione chiara, lunghi capelli biondi e occhi azzurri. Era nota per la sua abilità come violinista. 

## Matrimonio
Nel 1867 circa sua sorella Yıldız divenne consorte del sultano ottomano Abdülmecid I e Ayşe la seguì a Istanbul, dove entrò a servizio del fratellastro di Abdülmecid I, il futuro sultano Abdülaziz, e prese nome Safinaz Hanim.
Secondo Harun Açba, Abdülaziz era affascinato dalla sua bellezza e voleva sposarla, ma lei rifiutò perché era invece innamorata di Şehzade Abdülhamid (il futuro Abdülhamid II), uno dei figli di Abdülmecid I. Il sentimento era reciproco e il giovane principe chiese l'aiuto della madre adottiva, Rahime Perestu Kadin. Lei disse ad Abdülaziz che Safinaz era malata e che aveva bisogno di un cambio d'aria; in seguito, Abdülaziz fu informato della sua morte. Abdülhamid sposò quindi Safinaz, ribattezzata Nurefsun, in segreto, nell'ottobre 1868. Fu la sua seconda consorte dopo Nazikeda Kadın. 

## Consorte imperiale
Nel 1876, dopo aver deposto il suo fratellastro Murad V, Abdülhamid II divenne sultano. 
Nurefsun venne elevata a Seconda Consorte, col titolo di Nurefsun Kadın. Visse con Abdülhamid II prima a Palazzo Dolmabahçe e poi, dal 1877, nel nuovo Palazzo Yıldız, che prendeva il nome proprio da sua sorella, dal momento che venne costruito dove prima sorgeva il suo padiglione personale. 
Tuttavia, Nurefsun non riuscì mai ad abituarsi alla vita nell'harem e non sopportava che Abdülhamid avesse altre consorti. Così, alla fine chiese il divorzio, che Abdülhamid II le concesse nel 1879. Non avevano avuto figli. 
Dopo qualche anno, sposò İkinci Esvapçı Saffet Bey, dal quale ebbe un figlio che divenne segretario di palazzo (mabeyn katibi) negli ultimi anni di regno di Abdülhamid II. 

## Morte
Ayşe Safinaz Nurefsun Kadın morì nel 1915. È ignoto dove sia stata sepolta. 

## Discendenza
Nurefsun Kadın non ebbe figli da Abdülhamid II. 
Dal suo secondo matrimonio, ebbe un figlio. 